# Asif Azam Siddiqi
Asif Azam Siddiqi é um historiador espacial Bengali americano e um vencedor da Bolsa Guggenheim. Ele é um professor de história na Universidade Fordham. Se especializa na história da ciência, tecnologia, Rússia contemporânea e já escreveu vários livros sobre exploração espacial.

## Juventude e educação
Siddiqi é filho de Hafiz G. A. Siddiqi, Vice-Chanceler da North South University em Daca e Najma Siddiqi, professora aposentada de filosofia na Universidade Jahangirnagar. Siddiqi recebeu seu bacharelado e mestrado na Universidade do Texas A&M. Ele passou SSC da St Joseph Higher Secondary School, Dhaka e então completou seu M.B.A na University of Massachusetts Amherst e recebeu seu Ph.D. na Universidade Carnegie Mellon em 2004 pela bolsa da Fundação Nacional de Ciências para estudar a ciência e tecnologia da Guerra Fria.

## Carreira
Seu primeiro livro, Challenge to Apollo: The Soviet Union and the Space Race, 1945-1974 é considerado como o melhor livro anglofono sobre o Programa espacial soviético e foi identificado pelo The Wall Street Journal como "um dos cinco melhores livros sobre exploração espacial". Este livro foi depois reimpresso com capa mole e em dois volumes, Sputnik and the Soviet Space Challenge e The Soviet Space Race with Apollo.
Sua maior contribuição para o estudo da história aeroespacial foi aplicar o treino acadêmico, teoria e metodologia para estudar a história do programa espacial soviético. Ele utilizou materiais da Rússia recentemente disponíveis, trabalhos como memórias e outras fontes, essencialmente iniciando a pesquisa da história aeroespacial Soviética na era pós-Guerra Fria. Até mesmos pesquisas Russas atuais se baseiam muito em memórias e como resultado, Siddiqi é reconhecido por oficiais aeroespaciais da Rússia como um dos poucos conduzindo pesquisas em arquivos originais sobre o assunto em todo o mundo. Seus artigos já foram publicados no jornal principal sobre o assunto, Novosti kosmonavtiki (Notícias sobre Cosmonáutica) como também no jornal oficial da Academia de Ciências da Rússia, Voprosy istorii estestvoznaniia i tekhniki (Problemas na História das Ciências Naturais e Tecnologia). Ele também publica peças no The Moscow Times.
Ele também serve no Comitê sobre Voo Espacial Tripulado do United States National Research Council, cuja missão é avaliar e recomendar opções para o futuro do programa tripulado da NASA.
Siddiqi também é editor da série Rockets and People, uma tradução de quatro volumes das memórias de Boris Chertok, projetista principal que trabalhou sob Sergei Korolev. Esses volumes foram publicados pela Divisão Histórica da NASA.
Ele apareceu no especial Astrospies da NOVA WGBH-TV  em 2008 e já apareceu em várias mídias como especialista na história do voo espacial.
Ele recebeu uma bolsa da American Historical Association sobre história aeroespacial, o Eugene M. Emme Astronautical Literature Award, o History Manuscript Award do American Institute of Aeronautics and Astronautics, e um prêmio da Fundação Nacional da Ciência por sua dissertação de Ph.D.

## Trabalhos
Seu livro mais recente, The Red Rockets' Glare: Spaceflight and the Soviet Imagination, 1857-1957 (Cambridge, 2010) recuperou as raízes sociais e culturais so entusiasmo cósmico no contexto Russo datando no século 19. Ele já foi publicado em vários jornais, incluindo Osiris, Technology and Culture, History and Technology Europe-Asia Studies, Acta Astronautica, Air & Space/Smithsonian, Journal of the British Interplanetary Society e Spaceflight.